# 地方公務員法
地方公務員法（ちほうこうむいんほう、昭和25年12月13日法律第261号）は、地方公務員の職、任免、服務、労働関係など、地方公務員の身分取扱に関する基本的な事項に関する法律である。
1950年（昭和25年）12月13日公布、1951年2月13日施行。
一般職の地方公務員すべてに適用されるが、特別職の地方公務員については、法律に特別の定めがある場合を除き適用されない（4条2項）。基本的には国家公務員法に準拠した内容だが、給与条例主義や（24条5項）、地方公務員に対する労働基準法の一部適用（58条3項）などの相違点もある。

## 主務官庁
- 総務省自治行政局公務員部公務員課[1][2]

## 制定の経緯
大日本帝国憲法（明治憲法）が全部改正され、1946年（昭和21年）11月3日に公布された日本国憲法（昭和憲法）には、新たに地方自治に関する章が設けられ、第92条で「地方公共団体の組織及び運営に関する事項は、地方自治の本旨に基いて、法律でこれを定める」と規定された。
これを受け、地方自治に関する基本法として1947年（昭和22年）4月に地方自治法が制定され、知事など一部の職についてあらたに地方公務員としての身分付与が行われることとなった。また同じ時期に国家公務員に関する身分取り扱いに関する制度整備も進み、同年10月に制定された国家公務員法により、国家公務員の身分取り扱いについては統一的な制度整備が行われるが、その一方で地方公務員に関しては同様の法整備が行われず、その立法化が待たれていた。
地方公務員の身分取り扱いに関する法整備として、1947年（昭和22年）12月の第一次地方自治法改正の中で、地方公共団体の吏員に関する任免、給与、服務等の身分取り扱いに関する項目について、別途定める法律により規定することが盛り込まれ（第172条第4項）、地方公務員に関する身分取り扱いに関する事項の立法化が明確化されたほか、法の制定期限についても1948年（昭和23年）4月1日までに制定されるべきことが明確に規定された。しかし、法案作成を巡って総合司令部（GHQ）との交渉が難航し、当初法律で定めた期限に間に合わなくなったため、制定期限が同年12月31日まで引き延ばされた。
一方、1948年（昭和23年）7月22日に、GHQ司令官ダグラス・マッカーサーから第47代内閣総理大臣芦田均に対して送られた書簡（マッカーサー書簡）を受けて同年7月末に公務員に対する団体交渉権の制限、争議行為の禁止などを定めた政令201号が制定され、それに伴う国家公務員法の大改正が行われるなど、この時期労働関係を中心として公務員制度が大きく変動していた。このため政府は、地方公務員の身分取り扱いに関しては、当面政令第201号の内容やその他最小限の項目を盛り込んだ暫定法の制定のみにとどめるよう方針を変更しようとしたが、この点についてGHQの賛同を得ることができず、改めて法案を検討することとなった。このような経緯もあって立法作業はさらに遅延し、結局変更後の期限である12月31日になっても地方公務員法の法案が国会に提出されるには至らなかった。
こういった紆余曲折を経た末、最終的に地方公務員法の法案がまとまり閣議決定を受けたのは翌1949年（昭和24年）11月であるが、同法案についても地方公務員に対する労働基準法の適用、単純労務職員の特別職化などの点で各方面の了解を得られず、さらに1年程度再度調整の期間を要した後、1950年（昭和25年）11月17日にようやく地方公務員法案が閣議決定され、同月21日に法案が第9回通常国会に提出された。国会で法案が可決され法律として公布されたのは、同年12月13日である。施行は1951年（昭和26年）2月である。

## 構成
- 第1章 - 総則（第1条~第5条）
- 第2章 - 人事機関（第6条~第12条）
- 第3章 - 職員に適用される基準
  - 第1節 - 通則（第13条・第14条）
  - 第2節 - 任用（第15条~第22条の5）
  - 第3節 - 人事評価（第23条~第23条の4）
  - 第4節 - 給与、勤務時間その他の勤務条件（第24条~第26条の3）
  - 第4節の2 - 休業（第26条の4~第26条の6）
  - 第5節 - 分限及び懲戒（第27条~第29条の2）
  - 第6節 - 服務（第30条~第38条）
  - 第6節の2 - 退職管理（第38条の2~第38条の7）
  - 第7節 - 研修（第39条~第40条）
  - 第8節 - 福祉及び利益の保護（第41条~第51条の2）
    - 第1款 - 厚生福利制度（第42条~第44条）
    - 第2款 - 公務災害補償（第45条）
    - 第3款 - 勤務条件に関する措置の要求（第46条~第48条）
    - 第4款 - 不利益処分に関する不服申立て（第49条~第51条の2）

  - 第9節 - 職員団体（第52条~第56条）
- 第4章 - 補則（第57条~第59条）
- 第5章 - 罰則（第60条~第65条）
- 附則